# 海賊党

海賊党のシンボルマーク

海賊党（かいぞくとう、英語: the Pirate Party　ドイツ語: Piratenpartei）は、チェコ、アイスランド、欧州議会（ドイツ選挙区選出）などヨーロッパを中心に70カ国を超える国々で国政レベルの議員や地方議員、首長を擁し、活動を続ける政党、政治運動である。
海賊党という党名は著作権を無視して作られ、流通した違法な製品やコンテンツである海賊版にちなんで名づけられた。  
日本国内の論調などで海賊党ないし海賊党運動は、単にファイル共有ソフトや海賊版CDの私的複写の合法化を主張するだけの政党であり、いわゆるシングルイシュー政党であるとする見方もある。しかし、世界最大の組織を擁するドイツ海賊党はシングルイシュー政党であるとする主張を否認している。

## 歴史
海賊党は2006年にスウェーデン人のリッカルド・ファルクヴィンゲによって歴史上初めて創設された。設立時には著作権法改悪反対に特化する政治運動であった。その後、2009年の欧州議会選挙で欧州議会に2議席を獲得したこともきっかけとなり、ドイツなどヨーロッパ各国で相次いで海賊党が設立された。
2014年の欧州議会選挙では、ヨーロッパ全域の公式政党として海賊党はヨーロッパ各国で海賊党公認で多数の立候補者を擁立した。このために新たにEU首都のブリュッセルで設立された地域組織が欧州海賊党（PPEU)である。2014年5月の選挙でスウェーデンからの議席は全て失われたが、ドイツからはドイツ史上初の27歳の海賊党女性議員が誕生している。2014年に欧州議会議員に当選したドイツ海賊党公認候補フェリックス・レダ(もともと社会民主党青年部から海賊党に移籍。議員任期中に海賊党本部を痛烈に批判して議員事務所ごと左翼系諸党派へと移動した)は、海賊党は民主主義を守る政党であると明確に主張して選挙戦を戦った。なお日本人女子留学生（当時）西山里緒は欧州議会の訓練生として、この欧州議会議員事務所に2015年9月より2016年2月まで就労していた。西山は日本における「公式」海賊党である二つの団体と関係を持つことをネット上で公開していた。欧州諸国の海賊党には所属してはいない。その後、2014年に日本海賊党の自主解党（いわゆる「とり党」解党）に伴い、西山は個人としてレダ議員（後に海賊党から離党）のもとで訓練生（trainee）として研修をした。
2015年10月頃よりレダは欧州議会内で、欧州緑の党との連携をいっそう深めた。このためレダを選出したドイツ海賊党内ではレダ批判勢力が形成された。レダは「選挙前の海賊党はシングルイシュー政党ではない。包括政党である。」とする主張を選挙で当選した後は転換したとする主張を個人として繰り返し発している。また、レダは「海賊党は包括政党を目指すべきではない」との主張を始めている。レダは欧州議会内で欧州緑の党と会派を組んでいるため、欧州緑の党との共同会派の副代表に選出された。ドイツ海賊党やアイスランド海賊党は、国政を目指し包括的な政策を掲げる政党として活動を続けている。すなわち、シングルイシュー政党であることは否定している。その後もドイツ海賊党、とりわけ議員を多く擁するドイツのベルリンにおける海賊党の内紛は激化した。2015年、ドイツ海賊党の党首を歴任した二人が海賊党を離党した。これは、ベルリンの海賊党内部の内紛に嫌気が指したためであるとマスメディアは書き立てた。
2015年の欧州海賊党(PPEU)総会が欧州議会の所在地であるブリュッセルで開催されたが、その後は活動を停止している。2015年の国際海賊党連盟（PPi）総会はポーランドで開催された。このとき「海賊党」（後述）及び音楽海賊に所属する日本人女性が国際海賊党連盟の幹部会役員にトップ当選している。役員としては現在二期目である。
「日本海賊党」（後述）は2015年ワルシャワ大会に横浜市の民間会社社長を務めるヨタと名乗る人物を「須澤党」代表として送り込んだとされる。このときに日本の代表が、「I am Triton's Friend.」で始まる不規則発言を議長の制止を遮って行い、日本海賊党に代表権を変更せよと要求したが、却下されている。
アイスランド海賊党は国際海賊党連盟（PPi）に2013年には加盟が承認されたものの後に脱会し、その後は参加してはいない。同様にレイキャヴィーク市長もPPiに参加していたが、その後、退任に伴い政治家としても引退したこともあって、この登録も抹消されている。また、海賊党創設の地であるスウェーデン海賊党（PPSE)も国際海賊党連盟（PPi）からの離脱を2015年に党員投票にかけ、その投票結果を尊重して即時脱退をした。さらに2016年7月23日から24日にかけてドイツの首都ベルリンで開催された国際海賊党連盟（PPi）世界大会（総会）では、カナダ海賊党が国際海賊党連盟（PPi）からの脱退を通告し、即時に脱退した。
アイスランドでは2016年10月の総選挙の結果を受けて、左翼環境運動のカトリーン・ヤコブスドッティル党首が組閣交渉を行い、そこではヘルギフラッフンギュンナッルソンが入閣を受諾したという。入閣が実現すれば、史上初の海賊党大臣となるはずであった。しかし、2016年11月24日の報道に依れば、左派五党連合による組閣交渉は難航し、その後、2017年に再度、総選挙が実施された。その際、海賊党は議席を激減させ、左翼環境運動が野党第一党となり、2017年11月3日に大統領のグズニ・ヨハンネソンより、ヤコブスドッティルを首班とする組閣交渉が行われたが、金曜日と月曜日に行われた連立政権樹立の試みは海賊党の入閣が問題とされ、月曜には破綻した。最終的には海賊党の政権参加は見送られ、ヤコブスドッティルがアイスランドの首相に就任した。
日本における国際海賊党連盟（PPi正規会員）の海賊党（本部・東京都港区）が発行している機関誌によれば、この組閣交渉の経緯は以下の通りである。2016年12月11日の昼過ぎに公表されたVisir紙の記事などによればその前の週の金曜日から政権交渉の議長役となったビルギッタ・ヨンスドッティルが海賊党代表として組閣交渉を積極的に率いてきたため、会議の模様は明るく前向きのものになり、残る障害は、左翼環境運動が主張する漁業者の既得権益をどこまで認めるかに絞られた。この問題が解決できれば、史上初の海賊党入閣であった。しかし海賊党主導の政権樹立は13日破綻したと発表された。
2017年時点で国政レベルではチェコ海賊党（22人）、アイスランド海賊党（6人）などで議席を持っている。
2020年5月現在、欧州議会での議席はドイツからの１議席だけである。このため、欧州緑の党と院内共同会派を形成している。現在、海賊党が所属する統一会派は、「欧州緑グループ・欧州自由連盟（Greens-EFA） 」であり、Greens-EFAは欧州議会で50議席を占めている。

## 政策
もっとも最初に主張として掲げられていたのは著作権法違反としてフィンランドやスウェーデンで音楽や映画などをパソコンや携帯音楽機器（iPodなど）で聞いたり保存したりした一般市民がある日突然、警察によって家宅捜索を受けたり、高額の罰金を取られた事への抗議行動を反映した著作権関係の政策であった。その後、この政策がまとめられて著作権法と特許法違反に対して刑事罰を科することに反対したり、知的財産権の保護期間延長に反対する政策を訴えていた。
その後、海賊党は、その党員数が激増する中で、政策課題も広がり、市民としての人権尊重、民主主義の徹底化（根底民主主義）、知の自由な共有、個人のプライバシー保護、政治の透明性、ネットワーク中立性などを主張するに至っている。設立当初の緑の党と同様に「左右の両翼とは異なるかたちで、正当な民主政治を発展させる」こと（海賊党や緑の党が言うところの草の根民主主義）などの政策的主張をしている。
やや古いものでは、海賊党運動として守るべき政策の基準として、ウプサラ宣言として知られた条項がある。こちらは邦語訳もある。初出の和訳は英国出身の海賊党員によるものである。

## 特徴
海賊党は、かつて支持層が若いことも特徴とされていた。
海賊党は、その一部ではハッカーなどのIT系技術者たちがその成立に貢献した。このため、インターネット、ソフトウェアなどの電子技術を政治という舞台で活用する点で当初は旧来の手法を維持する他政党に比較して、圧倒的優位性を示した。しかし、ドイツにおける海賊党の躍進を見て他党もこれを学習したため、特にドイツではその後、この点における海賊党の優位性は失われ、支持率も急落した。他方で、海賊党の手法を採用した左翼党（リンケ）などは海賊党没落後も躍進し、特にドイツ北部では州政府の政権与党となった。ちなみに、左翼党は、冷戦期に旧東ドイツを実質的に一党独裁によって支配してきたヘゲモニー政党でもあったマルクス・レーニン主義政党「ドイツ社会主義統一党 」(SED)の後継政党である民主社会党(PDS)が、2007年6月17日にドイツ社会民主党(SPD)左派と合併してできた政党である。2016年1月、かねてより一部で、共産主義者との親近性を指摘されてきたベルリン海賊党の指導者の多くは、将来的にこの左翼党に合流するとの声明を発表した。
IT系技術を活用したという意味では、例えばベルリン海賊党は政治的意思決定においてリキッド・フィードバック（Liquid Feed Back）と呼ばれるアプリケーション（無料ソフトウェアの一種）の導入を試みたことがあった。リキッド・フィードバックはLqFBとも呼ばれる。リキッド・フィードバックについては、「日本海賊党」党首の須澤秀人らは同党の2大コア政策の一つを「液体民主主義」としているが、これとほぼ同じものである。液体民主主義などの新たな投票方法は左翼党を初めとして様々な党で導入が試みられているが、本格導入はいまなお実験段階であると言われている。これについて、西山里緒は液体民主主義は、「やってみたら失敗だらけだと言われた」とツイッター上でコメントを公開している。
2016年9月、ジュリア・レダは東京でのシンポジウムにてドイツ海賊党は液体民主主義の採用をやめたと発言したと報道された。

## 海賊党運動の国際的な広がり
国際組織の定義には該当しないとされるが、国際的な海賊党運動を担う組織として、国際海賊党連盟、「国境のない海賊」が存在する。このほか、EU議会選挙に対応して欧州海賊党（PPEU）が結成されたがほどなく活動を停止している。

### 世界各国の海賊党
スウェーデン海賊党の活動に鼓舞され、スウェーデン以外においても、続々と海賊党が設立された。現在は70カ国以上で活動を行っている。
| 国                       | 党名 | 登録状態                                                                        | 国際組織加盟状況                                                                                  | 当選議員有無                                                              |
| ------------------------ | --- | ------------------------------------------------------------------------------- | ------------------------------------------------------------------------------------------------- | ------------------------------------------------------------------------- |
| オーストリア             | Piratenpartei Österreichs | 公式登録有                                                                      | メンバー                                                                                          | 1市議会で有                                                               |
| ベルギー                 | Pirate Party Belgium | 公式登録有                                                                      | メンバー                                                                                          | 無                                                                        |
| ブルガリア               | Piratska Partia/Пиратска Партия | 公式登録有                                                                      | メンバー                                                                                          | 無                                                                        |
| チェコ                   | Česká pirátská strana | 公式登録有                                                                      | メンバー                                                                                          | 1、3市議会で有                                                            |
| デンマーク               | Piratpartiet | 公式登録有                                                                      | メンバー                                                                                          | 無                                                                        |
| フィンランド             | Piraattipuolue | 公式登録有                                                                      | メンバー                                                                                          | 無                                                                        |
| フランス                 | Parti Pirate | 公式登録有                                                                      | メンバー                                                                                          | 3市議会で有                                                               |
| ドイツ                   | Piratenpartei Deutschland | 公式登録有                                                                      | メンバー                                                                                          | 50余名州、2市議会等で有                                                   |
| アイスランド             | Píratar | 公式登録有                                                                      | メンバーとwikiでは表示されているが、根拠が不明。会員ではないが友好関係を維持している。            | 国会に10議席                                                              |
| ルクセンブルク           | Piratepartei Lëtzebuerg | 公式登録有                                                                      | メンバー                                                                                          | 無                                                                        |
| オランダ                 | Piratenpartij Nederland | 公式登録有                                                                      | メンバー                                                                                          | 無（2014年、市議会議員が当選している）                                    |
| ノルウェー               | Piratpartiet Norge | 公式登録有                                                                      | メンバー                                                                                          | 無                                                                        |
| ポーランド               | Partia Piratów | 非活動的で登録無し。                                                            | メンバー                                                                                          | 無（                                                                      |
| スペイン                 | Partido Pirata | 公式登録有                                                                      | メンバー                                                                                          | 地方議会                                                                  |
| スペイン                 | Pirates de Catalunya | 活動しているが登録無                                                            | 非メンバー（註：と日本語版wikipediaでは書かれているが、国際海賊党連盟正規会員                     | 二市議会で有                                                              |
| スウェーデン             | Piratpartiet | 公式登録有                                                                      | 無                                                                                                | 2欧州議会議員がいたが2014年に議席はゼロになった。国際海賊党連盟からは離脱 |
| イギリス                 | Pirate Party UK | 公式登録有                                                                      | メンバー                                                                                          | 無                                                                        |
| スイス                   | Piratenpartei Schweiz | 公式登録有                                                                      | メンバー                                                                                          | 2市議会で有・海賊党市長あり。                                             |
| カナダ                   | Pirate Party of Canada / Parti Pirate du Canada | 公式登録有                                                                      | メンバー                                                                                          | 無                                                                        |
| アルゼンチン             | Partido Pirata Argentino | 活動しているが登録無                                                            | 非メンバー                                                                                        | 無                                                                        |
| オーストラリア           | Pirate Party Australia | 活動しているが登録無                                                            | メンバー                                                                                          | 無                                                                        |
| ボスニア・ヘルツェゴビナ | Piratska Partija Bosna i Hercegovina / Пиратска Партија Босна и Херцеговина | 活動しているが登録無                                                            | 非メンバー                                                                                        | 無                                                                        |
| ブラジル                 | Partido Pirata do Brasil | 活動しているが登録無                                                            | メンバー                                                                                          | 無                                                                        |
| チリ                     | Partido Pirata de Chile | 活動しているが登録無                                                            | 非メンバー                                                                                        | 無                                                                        |
| キプロス                 | Pirate Party Cyprus | 活動しているが登録無                                                            | 非メンバー                                                                                        | 無                                                                        |
| エストニア               | Eesti Piraadipartei | 活動しているが登録無                                                            | 非メンバー                                                                                        | 無                                                                        |
| ギリシャ                 | Πειρατικό Κόμμα Ελλάδος | 活動しているが登録無                                                            | 非メンバー                                                                                        | 無                                                                        |
| アイルランド             | Pirate Party Ireland / Páirtí Foghlaithe na hÉireann | 活動しているが登録無                                                            | メンバー                                                                                          | 無                                                                        |
| イタリア                 | Partito Pirata Italiano | 活動しているが登録無                                                            | メンバー                                                                                          | 無                                                                        |
| カザフスタン             | Қазақстан Қарақшылар Партиясы | 活動しているが登録無                                                            | メンバー。ただし2016年2月に活動実態がなくなったとのことで、ジョーゼフらより除名処分が提案された。 | 無                                                                        |
| リトアニア               | Piratu Partija | 活動しているが登録無                                                            | 非メンバー                                                                                        | 無                                                                        |
| メキシコ                 | Partido Pirata Mexicano | 活動しているが登録無                                                            | 非メンバー                                                                                        | 無                                                                        |
| ネパール                 | Pirate Party Nepal | Eligible to register after gathering 10,000 signatures before national election | 非メンバー                                                                                        | 無                                                                        |
| ニュージーランド         | Pirate Party of New Zealand | 活動しているが登録無                                                            | 非メンバー                                                                                        | 無                                                                        |
| ポルトガル               | Partido Pirata Português | 活動しているが登録無                                                            | メンバー                                                                                          | 無                                                                        |
| ルーマニア               | Partidul Piraţilor din România | 活動しているが登録無。EU議会に秘書を送り込んでいる。                            | メンバー                                                                                          | 無                                                                        |
| ロシア                   | Pirate Party of Russia / Пиратская партия России | 活動しているが登録無                                                            | メンバー                                                                                          | 無                                                                        |
| セルビア                 | Piratska Partija Srbije | 活動しているが登録無                                                            | メンバー                                                                                          | 無                                                                        |
| スロバキア               | Slovenská pirátska strana | 活動しているが登録無                                                            | 非メンバー                                                                                        | 無                                                                        |
| スロベニア               | Piratska stranka Slovenije | 活動しているが登録無                                                            | 非メンバー                                                                                        | 無                                                                        |
| トルコ                   | Korsan Partisi | 活動しているが登録無                                                            | 非メンバー                                                                                        | 無                                                                        |
| アメリカ                 | United States Pirate Party | 活動しているが登録無                                                            | 非メンバー                                                                                        | 無                                                                        |
| ウルグアイ               | Partido Pirata en Uruguay | 活動しているが登録無                                                            | 非メンバー                                                                                        | 無                                                                        |
| ウクライナ               | Pirate Party of Ukraine / Пиратская Партия Украины | 活動しているが登録無                                                            | 非メンバー                                                                                        | 無                                                                        |
| 日本                     | 海賊党などの党名で都道府県選挙管理委員会に政治団体設立届けを提出することをもって総務省に登録をしたと称したり、これを持って自らは公式だと名乗る団体が2011年頃より国内に多数乱立していた。2012年10月以降にも数団体が各地の選管に赴き政党として登録をしている。これらが総務省によって政治団体として登録されている。2015年12月時点では海賊党は港区に本部を置く一党のみに戻った。海賊党は現状では公認、推薦は時期尚早だという立場を取る。東京都港区に本部がある海賊党は国際組織に加盟し毎年代表団を海賊党の国際大会や各国の大会に派遣している。2014年4月には国際海賊党連盟のパリ大会で、日本人女性が幹部会に当選した。 | 公式登録有                                                                      | メンバー                                                                                          | 無                                                                        |
| コロンビア               | Partido Pirata Colombiano | Discussions on forming group                                                    | N/A                                                                                               | N/A                                                                       |
| ベネズエラ               | Partido Pirata de Venezuela | Discussions on forming group                                                    | N/A                                                                                               | N/A                                                                       |
| 中国                     | 中国盗版党 | Discussions on forming group                                                    | N/A                                                                                               | N/A                                                                       |
| 韓国                     | Pirate Party of South Korea | Discussions on forming group                                                    | N/A                                                                                               | N/A                                                                       |
| 台湾                     | Taiwan pirate party / 台湾海盜党 | Discussions on forming group                                                    | N/A                                                                                               | N/A                                                                       |
| ペルー                   | Partido Pirata de Perú | Letter of notification that party is forming                                    | N/A                                                                                               | N/A                                                                       |
| ハンガリー               | Magyar Kalózpárt | Non-political organisation that works with LMP                                  | N/A                                                                                               | Indirectly (LMP has 16 MPs in the Hungarian Parliament)                   |

## 日本国内での運動
海賊党などの党名で都道府県選挙管理委員会に政治団体設立届けを提出することをもって総務省に登録をしたとして政治団体登録の完了をもって自らは「公式」だとする団体がかつては国内に多数存在した。2012年に登録された類似団体として、海賊党日本、千葉海賊党などがあったがこれらは一年を経ず解党し、2014年にはそのほとんどが登録を抹消した。

### 海賊党（本部・東京都港区）
日本全国の海賊党関連団体の連合体として2009年ごろより活動を開始し、2011年ごろに東京都選挙管理委員会を通じて、総務省に政治団体として登録。その後、組織変更などがあったものの、国際海賊党連盟（PPi）総会に代表団を派遣するのみで、目立った活動は皆無であると日本海賊党は主張している。種々の海賊党を名乗る国内団体を統合してから現在に至るまで、「党」を標榜するも、「組織もきちんとできていない段階で海賊党公認として候補者を擁立するのは時期尚早である」として選挙には一度も公認を出していない。その理由として、スウェーデン海賊党やベルリン海賊党が候補者を性急に選定した結果、党員経験や海賊党としての活動履歴も乏しく、国際海賊党運動の理念への理解が不十分であった候補者を市議会などの議員としてしまい、党指導部の深刻な内部抗争や自壊となった事例を挙げている。
年間100回程度、国内各地で海賊衆会、シュタムティッシュ（海賊風衆会）などと銘打った会合を行い、地域の問題に取り組んでいる。また年間20回程度、機関誌（有料）を発行している。ネット政党であることは公式に否定している。また直接民主主義や国民投票についても積極的には評価せず、「ポピュリズム」政党であることも否定している。会合への参加は実名を用いないことを許容している。基本的には海賊党はひらかれた運動であり、だれでも海賊党を名乗って活動をすることができるとの主張を展開している。（機関誌より）
海賊党の国際活動
この東京都港区麻布に本部がある海賊党（PPJP)は国際組織国際海賊党連盟に加盟し毎年代表団を海賊党の国際大会や各国の大会に派遣している。2014年4月には国際海賊党連盟のパリ大会に総勢5名の代表団を送った。（日本に関する記述はロシア国営放送で全国放送された特集を元に記述した。）
パリ大会への派遣団は、登録書類によると、13歳から65歳の男2女3からなる代表団（うち1名は元議員）で、沖縄、大阪、東京、埼玉の地域代表などから編成されていた。このパリ大会で、海賊党に所属する日本人女性が幹部会に初当選し、現在二期目である。
2015年の欧州海賊党(PPEU)総会は、ブリュッセルで開催された。このとき日本人として参加した西山里緒は、訓練の期間が終了した2016年春に帰国後、レダ議員の意を受けて日本国内でオルグとしてインターネットユーザー協会（MIAU)（代表津田大介、津田は西山と同じ早稲田大学社会科学部（二部）の同窓生）などと合同で活躍している。

### 日本海賊党（本部・東京都千代田区）
日本海賊党はインターネットでの活動は、2013年から政治、経済、社会問題など多種多様なトピックでYouTube上にて「日本海賊TV」と題し配信を行っている。
2015年3月30日付けで東京都庁にある東京都選管に解散を届け出て受理された。総務省に政治団体として登録され須澤秀人が代表、会計に須澤洋子が座る。同党は、2015年4月に行われた統一地方選において、9名を推薦する。すがや圭祐（東京都豊島区議） 山内和彦（東京都江戸川区議） 岩井ゆうき（東京都世田谷区議） 川野たかあき（東京都杉並区議） やぎうら彰（東京都中野区議） 浅川ひろゆき（千葉県市川市議） 小笠原ひろき（埼玉県和光市議）らを擁立。2016年2月に行われたの埼玉県新座市議会議員一般選挙で須澤は、NHKから国民を守る党の公認候補として出馬するも次点落選した。
ちなみに、かつて少なくとも3回総務省に登録された「日本海賊党」（政治団体登録地は私設秘書箱。実質上の本部は秋葉原・神田周辺。須澤秀人オーナー）は、市民運動活動家らを支援したとツイッターなどで公開していたが、2015年末に党首須澤秀人がNHKから国民を守る党公認になったことと同時期に登録を抹消したことにより一年にみたずに解党したことになる。解党前に公表された資料によれば、島崎丈太、西山里緒、Hige Vision、Yuki Nagase、Testuo Watanabe等の5人が幹部会幹部として登録されていた。同時期の総務省PDFでは、党首の須澤秀人を含む6名は1人も登録されておらず、須澤洋子が会計責任者となっていた。しかし、チェコ海賊党の躍進を見て活動を復活させた模様であり、希望の党の主催する希望の塾における活動家を葛飾区議会議員候補として推薦している。